# خلية بي10
خلايا B10 (بالإنجليزية: B10 cell)، هي فئة فرعية من الخلايا البائية المنظمة التي تشارك في تثبيط الاستجابات المناعية لدى كل من البشر والفئران. تمت تسمية خلايا بي10 بسبب قدرتها على إنتاج الإنترلوكين المثبط: إنترلوكين-10. تتمثل إحدى قدرتها الفريدة في أنها تبط الإشارات المناعية الفطرية والتكيفية، مما يجعلها مهمة لتنظيم الاستجابة الالتهابية. مثل الخلية البائية الأخرى، تتطلب خلية بي10 ارتباطًا خاصًا بالمستضد بسطح مستقبل CD5 لإحداث استجابة غير مشروعة من الخلية التائية. بمجرد ارتباط المستضد بمستقبل CD19، يحدث تقليل مباشر للتنظيم في التعبير عن إشارة مستقبلات مستضد الخلية البائية (BCR) ويتوسط في إطلاق الإنترلوكين-10.

## تاريخ
أكتشفت خلية بي10 لأول مرة في عام 2008، كمجموعة فرعية مختلفة من الخلايا البائية في الفئران. من خلال تحفيز الخلايا التائية شديدة الحساسية، كانت الاستجابة المناعية للفئران مفرطة عند مقارنتها بالنوع البري أو التعبير الطبيعي لمستقبلات المستضد، فإن الخلايا البائية المرتبطة بجزيئات CD19 قللت بالفعل من الالتهاب. أظهر النموذج في الجسم الحي أن التوصيف الجديد للخلية البائية كان ينتج إنترلوكين-10 والذي تم تعريفه لاحقًا على أنه خلايا المستجيب بي10.

## اقرأ أيضاً
- خلية بي1
- خلية بي2
- خلية بي ذاكرة